# Hindúradž
Hindúradž (urdsky سلسلہ کوہ ہندو راج‎) je pohoří v severním Pákistánu. Nejvyšším místem pohoří je vrchol hory Kojo Zom (6872 m). Hindúradž leží mezi pohořím Hindúkuš a Karákóram. Od Hindúkuše je na západě a severu oddělen údolím řeky Kunar. Od Karákóramu je oddělen údolím řeky Iškoman. Od pohoří na jihu je oddělen údolím řeky Gilgit.
K významnějším štítům patří Buni Zom (6542 m), Ghamubar Zom a Gul Lasht Zom.
Nejvyšší severní část pohoří je zaledněna. Největší ledovec je Čiantar.
Hindúradž je mnohem méně známý oproti sousedním pohořím, což lze přičíst nepřítomnosti osmitisícových a sedmitisícových vrcholů.